# جوزيف روي
جوزيف روي هو سياسي كندي، ولد في 1771، وتوفي في 31 يوليو 1856.